# Ilia Grouev
Ilia Hristov Grouev ou encore Iliya Hristov Gruev (bulgare : Илия Груев), né le 30 octobre 1969 à Sofia en Bulgarie, est un joueur de football international bulgare, qui évoluait au poste de milieu de terrain. Il se reconvertit ensuite comme entraîneur.

## Biographie

### En club
Ilia Grouev évolue en Bulgarie, en Turquie, et en Allemagne. Il joue principalement en faveur du Levski Sofia, de l'Altay SK, du Naftex Burgas, et enfin du MSV Duisbourg.
Il dispute 223 matchs en première division bulgare, inscrivant 39 buts. Il inscrit notamment avec Burgas, 10 buts dans ce championnat lors de la saison 1996-1997, puis 11 buts en 1998-1999.
Il joue également 58 matchs en première division turque, inscrivant six buts, et 80 matchs en deuxième division allemande, marquant onze buts. Le 23 février 2001, il est avec Duisburg, l'auteur d'un doublé en 2. Bundesliga, à l'occasion de la réception du FC Nuremberg (victoire 3-2).
Son palmarès est constitué de deux Coupes de Bulgarie, remportées avec le Levski Sofia. Il se classe également à trois reprises sur le podium du championnat de Bulgarie, en 1989, 1992 et enfin 1997. 
Au sein des compétitions continentales européennes, il dispute quatre matchs en Coupe de l'UEFA : deux en 1989 avec le Levski, face au club belge du Royal Antwerp, puis à nouveau deux en 1997 avec le Naftex Burgas, face au club norvégien du SK Brann.

### En équipe nationale
Ilia Grouev reçoit 13 sélections en équipe de Bulgarie entre 1997 et 1999, inscrivant un but.
Il joue son premier match en équipe nationale le 11 octobre 1997, contre la Russie. Entré en jeu au cours de la seconde mi-temps, Grouev se met de suite en évidence en inscrivant un but. Malgré tout, les Bulgares s'inclinent 4-2 à Moscou, dans cette rencontre qualificative pour le mondial 1998.
Il joue ensuite en 1998 deux rencontres rentrant dans le cadre des éliminatoires de l'Euro 2000, contre la Pologne (défaite 0-3 à Bourgas) et l'Angleterre (match nul et vierge à Londres).
Il reçoit sa dernière sélection le 4 septembre 1999, contre la Suède. Les Bulgares s'inclinent sur le score de 1-0 à Solna dans ce match des éliminatoires de l'Euro.

### Carrière d'entraîneur
Après avoir raccroché les crampons, il se lance dans une carrière d'entraîneur.
Il officie comme entraîneur adjoint du MSV Duisbourg entre 2012 et 2013, puis comme entraîneur adjoint du FC Kaiserslautern de 2013 à 2015. Il est ensuite entraîneur en chef de Duisbourg pendant près de trois saisons, de 2015 à 2018.

## Palmarès de joueur
- Vice-champion de Bulgarie en 1989 et 1992 avec le Levski Sofia ; en 1997 avec le Naftex Burgas
- Vainqueur de la Coupe de Bulgarie en 1991 et 1992 avec le Levski Sofia